# Tisch School of the Arts
La New York University Tisch School of the Arts (también conocida como Tisch, TNYU y TSOA) es una escuela estadounidense especializada en artes mediáticas y de la interpretación, la cual forma parte de la Universidad de Nueva York. Fundada el 17 de agosto de 1965, Tisch es un lugar de entrenamiento para artistas, escolares de las artes y productores cinematográficos. La escuela mezcla el entrenamiento técnico de un colegio profesional con las fuentes académicas de una universidad de investigación para hacer que los estudiantes se sumergan en las disciplinas artísticas. Está localizado en el 721 de Broadway en Manhattan, Nueva York. Para 2017 tenía más alumnos trabajando en Broadway que ninguna otra escuela de teatro en Estados Unidos.

## Historia
La Tisch School of the Arts fue fundada con la idea de proveer con en entrenamiento en teatro y cine en el contexto de una universidad de investigación. La escuela creó departamentos adicionales como la danza, el diseño teatral y los estudios cinematográficos poco después. Tras la creación de un departamento de Licenciatura en Drama en 1974, la escuela se expandió en otras formas artísticas, incluyendo el Programa de Telecomunicaciones Interactivo, el Departamento de Escritura Dramática, el Departamento de Estudio de la Actuación, Programa de Escritura Musical, Departamento de Fotografía e Imágenes, y el Departamento de Arte.
En 1985, el primer decano de la escuela, David Oppenheim, solicitó una donación de Laurence Tisch Y Preston Robert Tisch quienes hizo posible la adquisición y renovación en el 721 Broadway donde casi todos los programas escuela están localizados. En reconocimiento de la generosidad de la familia Tisch, el colegio fue renombrado como Tisch School of the Arts.

## Departamentos y programas
La Tisch School of the Arts tiene tres institutos y 16 programas y ofertas de grados. Tisch también oferta una selección de clases a los estudiantes de la Universidad de Nueva York quienes no están inmersos en ninguno de los programas a través del currículum Open Arts.
Las tres instituciones son:
- El Instituto de Artes de la Actuación.
- El Instituto Maurice Kanbar para Películas y Televisión.
- El Instituto de Medios convergentes.

## Tisch School of the Arts, Asia
El primer campus filial del TSOA es el resultado de un acuerdo entre las agencias del gobierno de Singapur bajo el programa Global Schoolhouse. Tisch Asia también fue el primer colegio de Artes y ofreció grados en animación y arte digitales, escritura dramática, película y producción de medios internacionales. Los programas de verano incluyen cursos certicados y talleres de trabajo profesionales.
El campus abrió en otoño de 2007 en el 3 Kay Siang Road, Singapur, con 250 estudiantes. No se cumplieron las expectativas en cuanto al número de solicitantes de plazas, hubo irregularidades financieras y el presidente de Tisch Asia, Pari Sara Shirazi, fue despedido en noviembre de 2011.
En una carta a la comunidad de Tisch Asia fechada el 8 de noviembre de 2012, Dean Mary Schmidt Campbell anunció que el campus cerraría tras 2014 con la contratación y admisión suspendidos con efecto inmediato. Aunque celebrando los logros en el campus de Singapur, citó los problemas financieros como causantes del cierre.
Algunos detalles han comenzado a salir a la luz en cuanto a las complejas negociaciones para el cierre de la institución.

## Estudiantes Reconocidos
- Skylar Astin, actor, cantante
- Elizabeth Olsen, actriz
- Mahershala Ali, actor[10]
- Woody Allen, actor, escritor y director
- James L. Brooks, productor
- John Canemaker, director
- Joel Coen, director, productor, guionista y editor
- Geoffrey Fletcher, guionista
- Whoopi Goldberg, actriz
- Marcia Gay Harden, actriz
- Anne Hathaway, actriz
- Michael Dougherty, director, productor y guionista
- Lora Hirschberg
- Philip Seymour Hoffman, actor
- Angelina Jolie, actriz
- Charlie Kaufman, guionista, productor y director
- Ang Lee, director
- Ken Perlin
- Martin Scorsese[11]
- Oliver Stone, director[12]
- Paul Francis Webster, compositor
- Alec Baldwin, actor
- Alexis Bledel, actriz
- Rachel Brosnahan, actriz
- Billy Crystal, actor y escritor
- Vince Gilligan,
- Donald Glover, actor, escritor, director y rapero
- Felicity Huffman, actriz
- David Javerbaum,
- Kristen Johnston, actriz
- Damon Lindelof
- Camryn Manheim, actriz
- Debra Messing, actriz
- David Milhous, editor
- Michael D. Ratner, director y productor[13]
- Andy Samberg, actor
- Arca, cantante y productora
- Jeffrey Wright, actor
- Nina Arianda, actriz
- Billy Crudup, actor
- Nikki M James, actriz y cantante
- Steve Kazee, actor
- Tony Kushner, dramaturgo
- Mimi Lien, diseñador
- Idina Menzel, actriz, cantante y compositora
- Donna Murphy, actriz y cantante
- Mel Shapiro, director y escritor
- Neil Simon, dramaturgo
- Cynthia Addai-Robinson, actriz
- Alan Aisenberg, actor y productor[14]
- Raymond Arroyo, periodista y escritor
- Annie Baker, dramaturgo
- Kristen Bell, actriz
- Julie Benz, actriz
- Selma Blair, actriz
- Justin Blanchard, actor
- Rachel Bloom, actriz, comediante, cantante, escritora, productora y compositora
- Barry Bostwick, actor
- Martin Brest, director
- Salvador Carrasco, director
- Susan Cartsonis, presidenta de Wind Dance Films
- Rita Kogler Carver, diseñadora de teatro e iluminación
- Frank Coraci, director
- Bud Cort, actor, entrenador de caballos
- Julie Delpy, actriz
- Joel Derfner, compository escritor
- Amanda Detmer, actriz
- Lisa Edelstein, actriz
- Kathryn Erbe, actriz
- Sam Esmail, escritor, director y creador
- Raúl Esparza, actor
- Nicolas Falacci, creador, productor y escritor
- Jack Falahee, actor
- Wayne Federman, comediante, actor y escritor
- Bridget Fonda, actriz[15]
- Marc Forster, director
- James Franco, actor, director y escritor[16]
- John Fusco, guionista
- Melissa Gallo, actriz
- Gina Gershon, actriz
- Alexandra Gersten-Vassilaros, dramaturgo, actriz
- Isabel Getty, cantante-compositora
- Matthew Gray Gubler, actor, director
- Richard W. Haines, productor y director
- Michael C. Hall, actor
- Wood Harris, actor
- Ethan Hawke, escritor y actor
- Amy Heckerling, director
- Antony Hegarty, músico y artista visual
- Todd Holoubek, actor
- Winnie Holzman, dramaturgo, guionista, productora
- Bryce Dallas Howard, actriz
- Shawn Michael Howard, actor y productor
- Neal Huff, actor
- Joe Iconis, compositor
- Jim Jarmusch, director
- Max Jenkins, actor y escritor
- Tamara Jenkins, escritora y directora
- Jeffrey Katzenberg, productor y cofundador de DreamWorks
- Daniel Dae Kim, actor
- Stanley Kramer, productor
- Peter Krause, actor
- Martin Kunert, escritor, director y productor
- Eriq La Salle, actor
- Fredric LeBow, guionista
- Spike Lee, actor, escritor, director y productor
- Thomas Lennon, actor, guionista
- Bai Ling, actriz y modelo
- Zoe Lister-Jones, actriz, dramaturgo y guionista
- Katie Lowes, actriz
- Darnell Martin, director
- Jesse L. Martin, actor
- Mary Stuart Masterson, actriz
- mc chris, músico, escritor y comediante
- John C. McGinley, actor
- Camila Mendes, actriz
- April Mendez, escritora y boxeadora
- Sally Menke, editora
- Kate Mulgrew, actriz
- Jules y Gedeon Naudet, productores de documentales[17]
- Karen O, vocalista
- Jerry O'Connell, actor
- Haley Joel Osment, actor
- Dean Parisot, director
- Ethan Peck, actor
- Todd Phillips, director y guionista
- Derek Pike, director
- Matt Pizzolo, director, escritor y productor
- Aubrey Plaza, actriz
- Keith Powell, actor
- Danny Ramirez, actor y escritor
- Brett Ratner, director
- Ford Riley, productor y guionista
- Fred Ritchin, escritor
- Gala Rizzatto, cantante
- James Roday, actor
- Daisy Rosario, actriz
- Adam Sandler, actor, comediante y productor
- Taylor Schilling, actriz
- Stephanie Sengupta, escritora y productora
- Andrew Shulkind, cinematógrafo
- M. Night Shyamalan, escritor y director
- Steven Sills, guionista
- Morgan Spurlock, director
- Miles Teller, actor
- Maura Tierney, actriz
- John Waters, director
- Katherine Waterston, actriz
- Chandra Wilson, actriz
- Mara Wilson, actriz[18]
- Rainn Wilson, actor
- Agnieszka Wojtowicz-Vosloo, director
- Wanita "D. Woods" Woodgett, músico
- Doug Wright, dramaturgo
- Mark Ronson, compositor, DJ, músico y productor musical
- Lady Gaga, cantante, actriz, modelo, activista.